# Distelfibel von Ballynolan

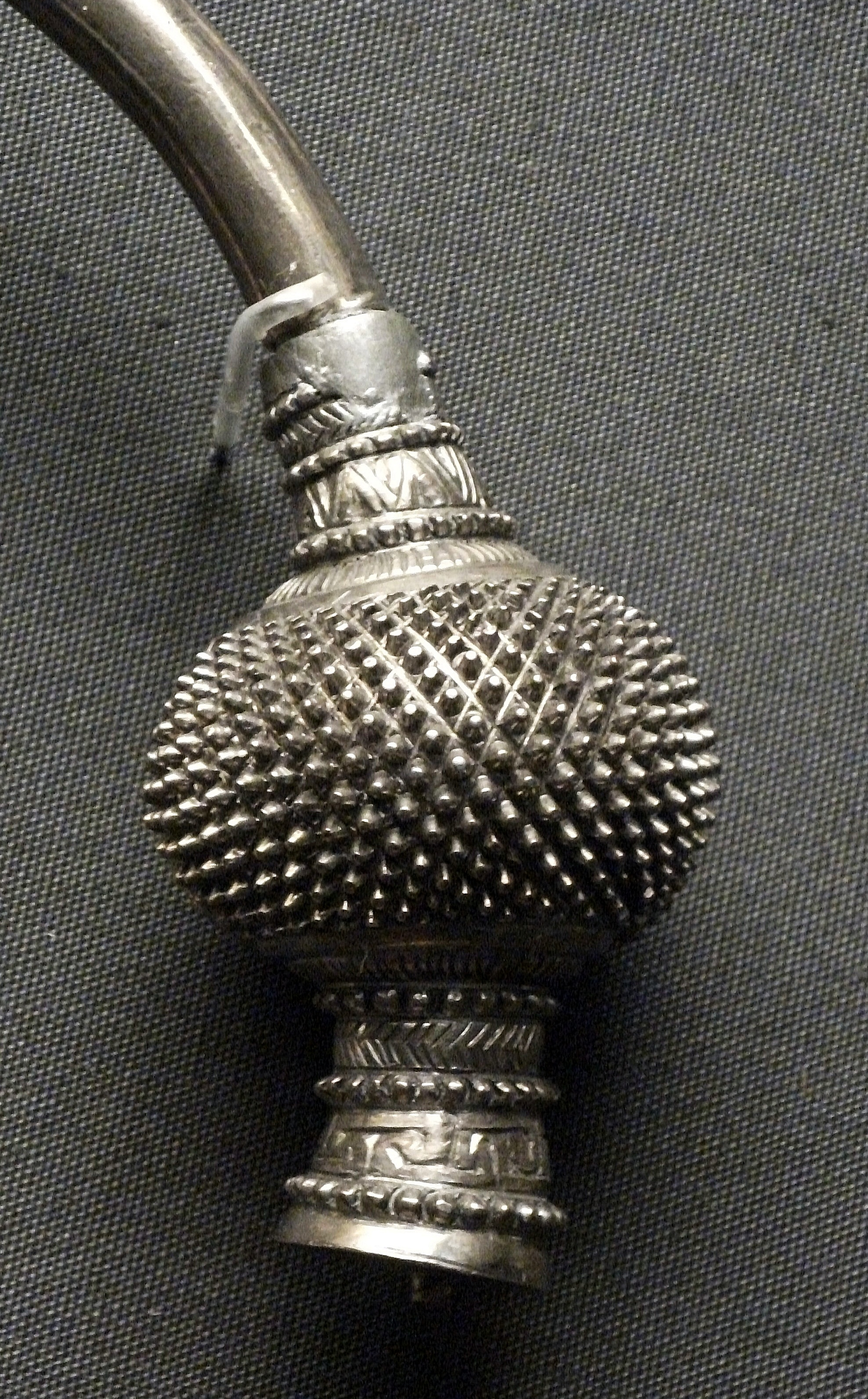
Detail der Distelfibel

Die Distelfibel von Ballynolan (englisch Ballynolan Thistle brooch) wurde 1836 im Townland Ballynolan (irisch Baile Ó Nialláin) südöstlich von Pallaskenry, im County Limerick in Irland auf einem Feld beim Sammeln von Lesesteinen unter einem besonders großen Stein entdeckt.
Die aus Silber gefertigte frühmittelalterliche Penannularfibel, nach den markanten Distelkopfmotiven, die die Enden des Ringes und der Nadel schmücken, Distelfibel genannt, scheint in Irland entwickelt worden zu sein. Sie breitete sich in der Wikingerwelt rasch aus. Distelfibeln sind normalerweise aus Silber und finden sich in Irland, in Teilen Englands, Schottlands und Skandinaviens, sowie in den Gegenden, in denen die Wikinger aktiv waren.
Es ist rätselhaft, warum dieser wertvolle Gegenstand vor fast 1000 Jahren unter einem Felsen deponiert wurde. In Nord-Munster wurden sechs dieser Fibeln entdeckt. Beispiele sind die Fibeln von Ardagh, Cashel, Limerick und Tipperary.
Die Fibeln dienten dazu, Kleidungsstücke zu schließen, und den Reichtum und den Status des Inhabers deutlich zu zeigen. Sie stammen in der Regel aus dem 9. bis 11. Jahrhundert n. Chr. und folgen der vorangegangenen irischen Brillenfibel.
Die Fibel befindet sich heute im Museum of Archaeology and Anthropology in Cambridge.